# Аль-Каши
Гияс-ад-дин Джамшид ибн Масуд аль-Каши (перс. غیاث‌الدین جمشید کاشانی‎, англ. Ghiyāth al-Dīn Jamshīd ibn Mas‘ūd al-Kāshī; 1380, Кашан (Иран) — 22 июня 1429, Самарканд) — персидский учёный, один из видных математиков и астрономов XV века, сотрудник Улугбека, один из руководителей Самаркандской обсерватории.

## Астрономия
Родился в городе Кашан в северном Иране, учился в медресе. Молодой учёный на средства тимурида Улугбека был приглашён для ведения исследований в Самарканд, где стал одним из членов научного центра, созданного Улугбеком.
Составленный аль-Каши «Хаканский зидж» (1414) является переработкой «Ильханского зиджа» Насир ад-Дина ат-Туси. В трактате «Лестница небес» (1407) аль-Каши обсуждает расстояния до Луны и Солнца, их объёмы, расстояния до планет и до сферы неподвижных звёзд. В трактате «Объяснение наблюдательных инструментов» (1416) описываются инструменты, используемые в наблюдательной астрономии. В трактате «Услада садов» описывается построенное аль-Каши устройство, с помощью которого можно определять широты и долготы светил, их расстояние до Земли и т. д. Известны также «Трактат об астрономии» и «Трактат о решении предложений о Меркурии».
Составленные аль-Каши самаркандские астрономические таблицы давали значения синусов от 0 до 45° через 1' с точностью до девяти десятичных знаков. В Европе такая точность была получена только полтора столетия спустя.

## Математика
В трактате «Ключ к арифметике» 1427 года аль-Каши дал описание шестидесятеричной системы счисления. В астрономических трактатах древних греков в шестидесятеричной системе записывалась только дробная часть числа, а целая часть записывалась в традиционной буквенной ионической системе. Аль-Каши предложил записывать в шестидесятеричной системе и целую часть тоже. Тем самым он фактически вернулся к той форме записи, которая была в ходу у древних вавилонян; но он сам вряд ли об этом знал. В этом же трактате аль-Каши вводит десятичные дроби, формулирует основные правила действия с ними и приводит способы перевода шестидесятеричных дробей в десятичные и обратно.
В «Трактате об окружности» аль-Каши вычисляет длину окружности по рецепту Архимеда — как среднее арифметическое между периметрами вписанного и описанного правильных многоугольников с числом сторон 3 · 228. Это дало ему для 2π приближение 6,2831853071795865. Это значение, верное во всех 16 десятичных знаках, было получено из вычисленного им ранее в шестидесятеричной системе значения с 9 знаками. Этим он поставил рекорд, продержавшийся до 1596 года, когда Людольф ван Цейлен вычислил число π с 35 десятичными знаками. Кроме того, наверняка можно сказать, что эта работа аль-Каши была первым исторически зафиксированным примером переведения дроби из одной системы счисления в другую.
В не дошедшей до нас «Книге о хорде и синусе» (мы знаем о ней из сочинений Кази-заде ар-Руми и ряда других авторов) аль-Каши предложил итерационный приём решения уравнения трисекции угла. Уравнение трисекции можно записать в виде {\displaystyle x^{3}+q=px}. Аль-Каши представляет его в виде {\displaystyle x=(x^{3}+q)/p}. В качестве первого приближения он берёт {\displaystyle x_{1}=q/p}, в качестве второго {\displaystyle x_{2}=(x_{1}^{3}+q)/p}, в качестве третьего {\displaystyle x_{3}=(x_{2}^{3}+q)/p}, и т. д. Этот процесс сходится очень быстро; с его помощью аль-Каши вычислил значение sin 1° = 0,017452406437283571, где все 19 цифр верны — это примерно в два раза точнее, чем у аль-Бируни. Итерационные методы аль-Каши позволяли быстро численно решить многие кубические уравнения.

### Сочинения
- Математические трактаты Джемшида Гиясэддина Каши // Историко-математические исследования. — М.: ГИТТЛ, 1954. — № 7. — С. 11—452.
  - Ключ к арифметике. Комментарии.
  - Трактат об окружности. Комментарии.
- Ал-Каши Джемшид Гияс ад-Дин. Трактат об астрономических инструментах. Пер. В. А. Шишкина. Труды института истории и археологии. Ташкент, т. 5, 1953, с. 91—94.
- Ал-Каши Джемшид Гияс ад-Дин. Ключ арифметики. Трактат об окружности. М.: Гостехиздат, 1956.
- Ал-Каши Джемшид Гияс ад-Дин. Письмо к своему отцу из Самарканда в Кашан. Пер. Д. Ю. Юсуповой. В кн.: Из истории науки эпохи Улугбека. Ташкент: Фан, 1979, с. 45—59.

### О нём
- Матвиевская Г. П. Учение о числе на средневековом Ближнем и Среднем Востоке. Ташкент: Фан, 1967.
- Матвиевская Г. П., Розенфельд Б. А. Математики и астрономы мусульманского средневековья и их труды (VIII—XVII вв.). В 3 т. М.: Наука, 1983.
- Юшкевич А. П. История математики в Средние века. М.: Физматгиз, 1961.

- Kennedy E. S. A fifteenth-century planetary computer: al-Kashi’s «Tabaq al-Manateq». I. Motion of the Sun and Moon in longitude. Isis, 41, 1950, 180—183. II: Longitudes, distances, and equations of the planets. Isis, 43, 1952, p. 42—50.